# Mark Hunter
Mark John Hunter  (Londen, 1 juli 1978) is een Brits voormalig lichtgewicht roeier. Hij maakte zijn internationale debuut op de wereldkampioenschappen roeien 2001 met een vijfde plaats in de lichte acht. Vanaf de wereldkampioenschappen roeien 2002 nam Hunter deel in de lichte vier-zonder. Hunter maakte zijn debuut op de Olympische Zomerspelen 2004 met een dertiende plaats in de lichte vier-zonder. Na de Olympische Zomerspelen 2004 maakte hij de overstap naar de lichte dubbel-twee. Hij won brons op de wereldkampioenschappen roeien 2007. Tijdens de Olympische Zomerspelen 2008 won Hunter samen met Zac Purchase de olympische titel in de lichte dubbel-twee. Samen met Purchase won hij de wereldtitel in 2010 en 2011. Hunter sloot zijn carrière af met een zilveren medaille op de Olympische Zomerspelen 2012, behaald samen met Purchase.

## Resultaten
- Wereldkampioenschappen roeien 2001 in Luzern 5e lichte acht
- Wereldkampioenschappen roeien 2002 in Sevilla 12e lichte vier-zonder
- Wereldkampioenschappen roeien 2003 in Milaan 12e lichte vier-zonder
- Olympische Zomerspelen 2004 in Athene 13e lichte vier-zonder
- Wereldkampioenschappen roeien 2005 in Kaizu 7e lichte dubbel-twee
- Wereldkampioenschappen roeien 2006 in Eton 8e lichte dubbel-twee
- Wereldkampioenschappen roeien 2007 in München  lichte dubbel-twee
- Olympische Zomerspelen 2008 in Peking  in de lichte dubbel-twee
- Wereldkampioenschappen roeien 2010 in Cambridge  lichte dubbel-twee
- Wereldkampioenschappen roeien 2011 in Bled  lichte dubbel-twee
- Olympische Zomerspelen 2012 in Londen  in de lichte dubbel-twee

1996: Michael Gier & Markus Gier ·
2000: Tomasz Kucharski & Robert Sycz ·
2004: Tomasz Kucharski & Robert Sycz ·
2008: Mark Hunter & Zac Purchase ·
2012: Mads Rasmussen & Rasmus Quist ·
2016: Jérémie Azou & Pierre Houin ·
2020: Fintan McCarthy & Paul O'Donovan ·
2024: Fintan McCarthy & Paul O'Donovan